# پاهالاگامدا
پاهالاگامدا (انگلیسی: Pahalagammedda) روستایی در کشور سری‌لانکا است.